# 谢尔盖·叶戈罗维奇·米哈伊洛夫
谢尔盖·叶戈罗维奇·米哈伊洛夫（1976年3月5日—），乌兹别克斯坦男子拳击运动员。他曾代表乌兹别克斯坦参加2000年夏季奥林匹克运动会拳击比赛，获得男子81公斤级铜牌。